# Annales regum Hungariae
Az Annales regum Hungariae (azaz magyar nyersfordításban körülbelül „Magyarország királyainak évkönyvei”), teljes alcímén Ab anno Christi CMXCVII. ad annum MDLXIV. Deducti ac maximam partem ex scriptoribus coaevis, diplomatibus, tabulis publicis et id genus litterariis instrumentis congest Pray György XVIII. századi jezsuita szerzetes és történetíró nagy terjedelmű latin nyelvű magyar történettudományi munkája.

## Története
Az 1763 és 1770 között Bécsben megjelent alkotás 5 kötetben dolgozza fel Magyarország történetét Szent István trónralépésétől (1000) I. Ferdinánd király haláláig (1564). A szerző komoly történettudományi előrelépése, hogy minden forrását következetes kritikai vizsgálat tárgyává tette, a régebbi jezsuiták okleveles gyűjteményeit gondosan felhasználta.
A legrégibb – hun – történetet illetőleg De Guignes nyomán jár, aki először használta fel Attila népére nézve a kínai forrásokat, de a későbbi korra nézve egészen önálló. Szembetünő, hogy előzőihez képest milyen óriási anyag áll rendelkezésére. Nemcsak a már bel- és külföldön publikált anyagot használta fel, hanem számos kiadatlan forrással gazdagította a történeti tudományt. Nagy mértékben felhasználta a kamarai levéltárban meglévő okiratokat, és hogy egyebet ne említsünk, a Halotti Beszéd kódexét, melyben az első magyar évkönyvek is foglaltatnak, ő hozta nyilvánosságra. Abban is úttörő, hogy minden kötet előtt beszámol a rendelkezésre álló új vagy régi kútfőkről. A mennyiben rendje és meggyőződése engedi, józan kritikával él, különösen a kronologiai és genealogiai kérdésekben. Ő a finn-lapp rokonságnak történeti alapon első vitatója. Bár nyelve latin s így stílusa szükségkép elkopott és nem egyéni, mégis mindenütt fölismerhető nemzeti érzülete és büszkesége. Az akkori irodalmi viszonyok nyomorúságára éles világot vet, hogy nagy művének igen értékes V. kötete nem is önállóan jelent meg, hanem mint egy főúri ifjú, gróf Bánffy György, thereziánumi thesiseinek melléklete. A kormánynak különösen azon értekezéseivel tett szolgálatot, melyekben a magyar korona jogait a melléktartományokra mutatta ki. Így Mária Terézia érdekében Halics és Ladomérről, József megbizásából a Balkán-félszigeti országokról, különösen Boszniáról, Szerbiáról, Dalmáciáról, mint a magyar korona részeiről, értekezett. Mária Terézia nagyra is becsűlte a tudós férfiút és a megalakított magyar tudós társaságnak ő lett volna a főoszlopa. De midőn az akadémia javadalmazására a naptári illetéket kérték, a királynő meggondolta a dolgot és kijelentette, hogy: „két jezsuita (Pray és Hell) mégis csak kevés egy akadémiához”.

## Kötetbeosztása
Kötetbeosztása a következő volt:
| Cím       | Kiadási év | Megjelenési hely | Elektronikus elérhetőség |
| --------- | ---------- | ---------------- | ------------------------ |
| Pars I.   | 1763       | Bécs             | Google Books             |
| Pars II.  | 1764       | Bécs             | Google Books             |
| Pars III. | 1766       | Bécs             | Google Books             |
| Pars IV.  | 1767       | Bécs             | Google Books             |
| Pars V.   | 1770       | Bécs             | Google Books             |